# سیارک ۲۳۱۳۱
سیارک ۲۳۱۳۱ (به انگلیسی: 23131 Debenedictis، نامگذاری:2000AS128) بیست و سه هزار و صد و سی و یکمین سیارک کشف شده‌است که در ۵ ژانویه ۲۰۰۰ کشف شد.
قدر مطلق سیارک برابر ۱۹.۵ است.